# Мері Сміт Джонс
Мері Сміт Джонс (англ. Marie Smith Jones; 14 травня 1918 — 21 січня 2008) — індіанка з південної Аляски, остання носійка еякської мови. Вона була почесним вождем племені еяків і останньою чистокровною їхньою представницею.
Мері народилася в невеликому містечку Кордова на Алясці. 5 травня 1948 року вона вийшла заміж за рибалку Вільяма Ф. Сміта. Хоча у них з чоловіком було дев'ять дітей, вони так і не навчилися розмовляти еякською мовою. У 1970-ті роки вона переїхала в Анкоридж. Для того щоб зберегти еякську мову, Сміт Джонс працювала з лінгвістом Майклом Краусом, який склав словник та граматику. У 1990-ті роки помер її останній брат, і вона залишилася єдиною носійкою еякської мови.
Згодом Мері стала політичною активісткою і двічі виступала в ООН з проблеми зникаючих мов. Вона також займалася питаннями, що стосуються індіанців і їхнього навколишнього середовища.
Мері Сміт Джонс померла 21 січня 2008 року у віці 89 років у своєму будинку в Анкориджі .